# John K. Cannon
Pour les articles homonymes, voir Cannon.
John Kenneth Cannon, né le 2 mars 1892 à Salt Lake City et mort le 12 janvier 1955 à Arcadia, est un général américain.
Il participe à la Seconde Guerre mondiale où il est notamment commandant lors de l'opération Torch et du débarquement de Provence.
La Cannon Air Force Base, de Clovis au Nouveau-Mexique, est nommée en son honneur.